# Гевхар Ага
Гевхар-ага (азерб. Gövhər ağa) — азербайджанська поетеса та благодійниця.

## Життя і творчість
Народилася в сім'ї другого Карабахського хана Ібрагім Халіл-хана. 
У першому шлюбі була дружиною шекинського хана Джафар-Кулі-хана Хойського (? — 1814). Після його смерті була одружена зі своїм двоюрідним братом Хан-Киши-беком Джаванширом.
Тітка поетеси Хуршидбану Натаван.
До 1823 року Гевхар-Агі належала відкупна стаття — дарго-базар. За цією статтею відкупники повинні були розміщати в крамницях караули, освітлення і відповідати за крадіжку в нічний час. Дарго-базар приносила натуральні доходи з кожного в'юка кавунів, динь, овочів, фруктів, риби, дров та вугілля; грошові доходи від зарізаної на продаж рогатої худоби, а також щомісяця з усіх міських крамниць. З 1823 року за розпорядженням генерала Єрмолова ця стаття відійшла в казну. А від казни вже була віддана на відкуп приватним відкупникам. Замість цієї статті Гевхар-Агі передбачалося призначити винагороду.
На момент скасування ханської влади в грудні 1822 року Гевхар-Ага володіла 10 селами і кочевищами, спадкові права на які їй були залишені і російським урядом. Крім того, згідно з царським наказом від 10 березня 1831 року взамін доходів від статті дарго-базар вона стала отримувати пенсію в розмірі 952,38 рублів сріблом щорічно.
Завдяки фінансовій підтримці Гевхар-Ага в Шуші було побудовано чимало культових споруд. Так, на її кошти було відновлено велику соборну мечеть міста Шуша, яка була побудована ще в 1182 році хіджри (тобто в 1768/1769 роках) і за цей час вона значно прийшла в занепад. Останній візир Карабаського ханства Мірза Джамал Джаваншир зазначав, що після відновлення мечеті вона стала «гарнішою від колишньої». Згідно з арабомовним написом на головному фасаді Шушинської соборної мечеті, за заповітом Гевхар-Ага в 1302 році (1884/1885 р.) був завершений ремонт цієї культової будівлі; з цього часу мечеть відома під назвою «Мечеть Гевхар-Ага». Крім того, на її кошти до 1865/1866 років було завершено будівництво і нижньої мечеті та двох медресе в місті Шуша.
Згідно з текстом вакфнаме, висіченим на головному фасаді мечеті, Гевхар-Ага в 1866/1867 році заповіла своє нерухоме майно (землі, сади, лавки) двох мечетей і двох медресе на благодійні цілі. За рахунок доходів від вакфів Гевхар-Ага відкрила лікарню «Дар ул-Шафа» для хворих мандрівників, оплачувала витрати медресе і наповнювала їх бібліотеку книгами з шаріату та суспільних наук.
За даними на 1852—1860 роки, Гевгар-Ага була членкинею Шемахинського відділення жіночого благодійного товариства святої Ніни.